# Торн, Лаура
Лаура Торн (люкс. Laura Thorn) род. 18 января 2000, Эш-сюр-Альзетт — люксембургская певица и педагог по вокалу, представительница Люксембурга на «Евровидении-2025» с песней «La poupée monte le son», в финале заняла 22 место.

## Биография
Лаура обучалась теории музыки, игре на фортепиано, виолончели, клавишных, камерной музыке и танцам с раннего возраста. С пяти лет Лаура выступала на сцене и принимала участие в различных музыкальных конкурсах. Она закончила обучение, получив степень магистра в области теории музыки, музыкальной педагогики и поп-пения в IMEP в Намюре. Торн преподает в консерватории музыки Эш-сюр-Альзетт.

## Карьера и Евровидение
В 2024 году парижский дуэт звукозаписывающих компаний, состоящий из Жюльена Сальвии и Людовика-Александра Видаля, искал люксембургского певца для своего нового трека. Они связались с Торн через её бывшего учителя пения, чтобы исполнить их песню, которая позже была названа «La poupée monte le son». Торн отправила песню на конкурс, который стал национальным финалом Люксембурга на Евровидение 2025. 18 ноября 2024 года Торн была объявлена одним из семи финалистов национального отбора. 25 января 2025 года во время финала Люксембургского конкурса песни 2025 года, который проходил в Рокхале, Торн набрала наибольшее количество баллов от международного жюри и заняла второе место в телеголосовании, в конечном итоге выиграв конкурс и получив право представлять Люксембург на Евровидение-2025 в Базеле. По итогам второго полуфинала Лаура Торн прошла в финал на 7 месте получив 62 балла от зрителей. Итогом Люксембурга стало 22 место в финале, получив в сумме 47 баллов (из которых: 23 от жюри и 24 от зрителей).

## Дискография
| Название                 | Год  | Пиковые позиции в чартах | Альбом или EP     |
| Название                 | Год  | LUX                      | Альбом или EP     |
| ------------------------ | ---- | ------------------------ | ----------------- |
| «La poupee monte le son» | 2025 | 12                       | Неальбомный сингл |